# Robert Doms

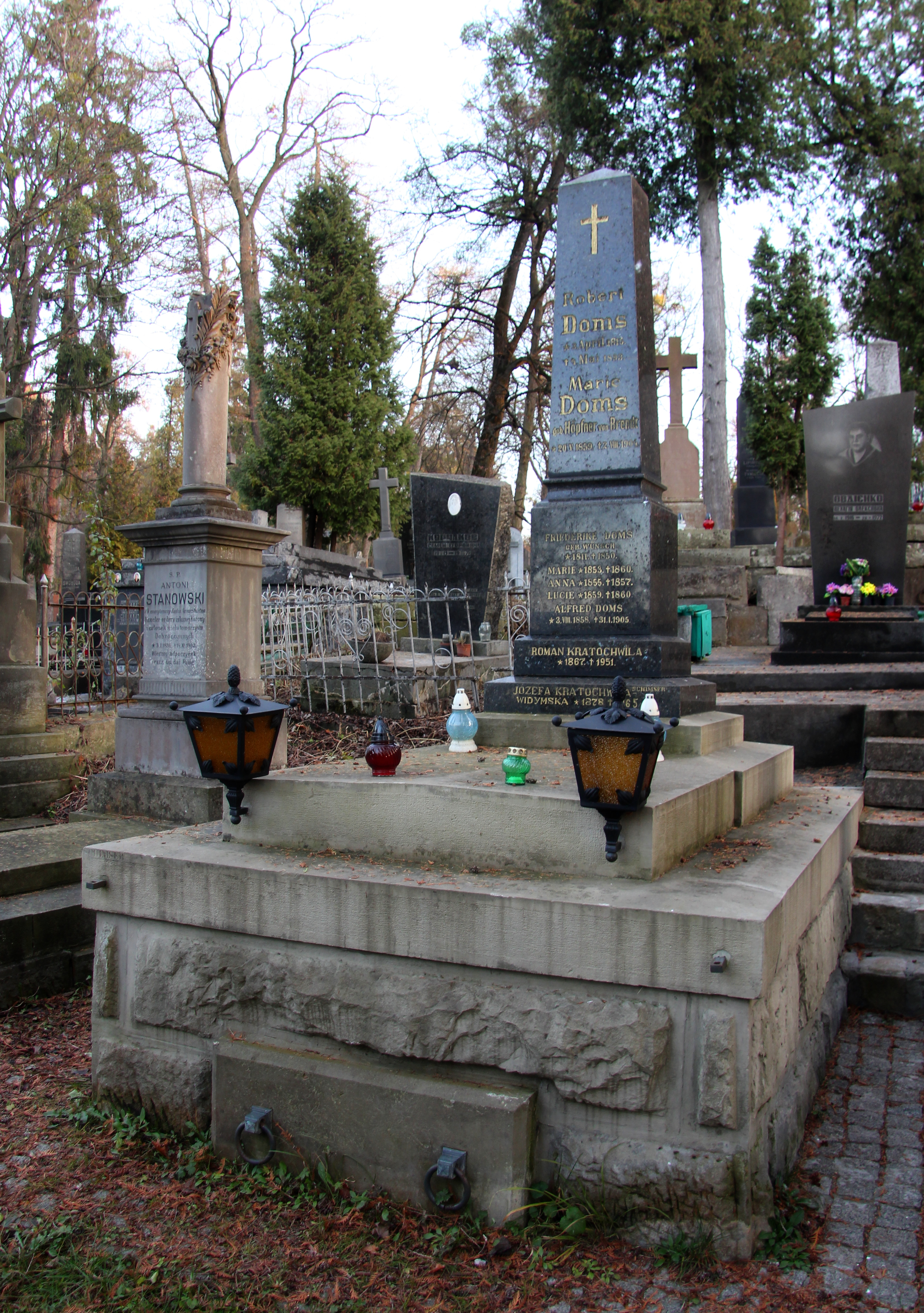
Grób Roberta Domsa

Robert Doms (ur. 1815, zm. 5 maja 1893 we Lwowie) – lwowski działacz społeczny, przedsiębiorca, filantrop.
Był obywatelem Prus. Jeden z największych przemysłowców w Galicji. 
W 1848 otworzył we Lwowie fabrykę kawy zbożowej. W latach 50. XIX wieku poczynił dalsze inwestycje w przemysł spożywczy - uruchomił we Lwowie młyn parowy i browar. 
W 1854 otworzył pierwszą kopalnię ozokerytu w Borysławsko-Drohobyckim Zagłębiu Naftowym. Był również pionierem wierceń udarowych na tym terenie - jego pierwsza wiertnica stanęła w Borysławiu w 1861.
Był prezydentem Lwowskiej Izby Handlowej i Przemysłowej.
W 1885 utworzył fundusz dobroczynny, który zajął się organizacją i utrzymywaniem przytułku dla artystów, literatów, oraz zbankrutowanych kupców i przemysłowców.
Został pochowany na Cmentarzu Łyczakowskim.